# Vicia subrotunda
Vicia subrotunda là một loài thực vật có hoa trong họ Đậu. Loài này được (Maxim.) Czefr. miêu tả khoa học đầu tiên.